# Landelijke fietsroute 5
De Landelijke fietsroute 5 of LF5 was een LF-route in België en Nederland tussen Brugge en Roermond, een route van ongeveer 320 kilometer. Het Belgische deel was onderdeel van de Vlaanderen Fietsroute. Het Nederlandse gedeelte was met 25 kilometer de kortste LF-route van Nederland.
Het fietspad liep door de provincies West-Vlaanderen, Oost-Vlaanderen, Antwerpen en door Belgisch en Nederlands Limburg.
De route van Brugge naar Roermond had het nummer LF5a en de route van Roermond naar Brugge LF5b.